# Cadre-71/2-Europameisterschaft 1963

Logo CEB (ausrichtender Verband)

Veranstaltungsort: Den Helder

Die Cadre-71/2-Europameisterschaft 1963 war das 18. Turnier in dieser Disziplin des Karambolagebillards und fand vom 27. Februar bis zum 3. März 1963 in Den Helder statt. Es war die dritte Cadre-71/2-Europameisterschaft in den Niederlanden.

## Geschichte
Gleich bei seiner ersten Teilnahme im Cadre 71/2 bei einer Europameisterschaft holte sich der Belgier Raymond Ceulemans den Titel. Verlor er noch die letzte Partie der Endrunde gegen Henk Scholte, so deklassierte er den Niederländer in der Stichpartie mit 300:88 in sieben Aufnahmen. Scholte verlor überraschend seine zweite Partie gegen den Schweizer André Burgener mit 276:300 in 16 Aufnahmen. Dritter wurde Tini Wijnen, der gegen Ceulemsns, Scholte und Laurent Boulanger verlor. Der Überraschungsmeister aus Deutschland Joachim Eiter aus Münster wurde zwar nur letzter, gewann aber gegen den Titelverteidiger Boulanger. Auch bei dieser EM beklagten die Spieler das Material. Es wurde mit Elfenbeinbällen gespielt, die in keinem guten Zustand waren.

## Turniermodus
Es wurde im Round Robin System bis 300 Punkte und es wurde mit Nachstoß gespielt. Damit waren Unentschieden möglich.
Bei MP-Gleichstand (außer bei Punktgleichstand beim Sieger) wird in folgender Reihenfolge gewertet:
1. MP = Matchpunkte
2. GD = Generaldurchschnitt
3. HS = Höchstserie

## Abschlusstabelle
| MP    | Match Points (Sieger = 2; Unentschieden = 1; Verlierer = 0) |
| Pkte. | Erzielte Karambolagen                                       |
| Aufn. | Benötigte Versuche                                          |
| GD    | Generaldurchschnitt                                         |
| BED   | Bester Einzeldurchschnitt eines Spielers                    |
| HS    | Höchstserie                                                 |
|       | Bester GD des Turniers                                      |
|       | Bester ED des Turniers                                      |
|       | Beste HS des Turniers                                       |
|       | 1. Platz (Gold)                                             |
|       | 2. Platz (Silber)                                           |
|       | 3. Platz (Bronze)                                           |

| Platz                                         | Name              | MP   | Pkte. | Aufn. | GD    | BED   | HS  |
| --------------------------------------------- | ----------------- | ---- | ----- | ----- | ----- | ----- | --- |
| 1                                             | Raymond Ceulemans | 14:2 | 2328  | 100   | 23,28 | 33,33 | 106 |
| 2                                             | Henk Scholte      | 14:2 | 2376  | 128   | 18,56 | 27,27 | 136 |
| 3                                             | Tini Wijnen       | 10:6 | 2075  | 107   | 19,39 | 27,27 | 145 |
| 4                                             | Laurent Boulanger | 10:6 | 2105  | 130   | 16,19 | 33,33 | 124 |
| 5                                             | José Gálvez       | 8:8  | 1969  | 138   | 14,26 | 37,50 | 112 |
| 6                                             | Johann Scherz     | 6:10 | 1743  | 135   | 12,91 | 17,64 | 103 |
| 7                                             | André Burgner     | 4:12 | 1551  | 162   | 9,57  | 18,75 | 102 |
| 8                                             | Jean Galmiche     | 4:12 | 1544  | 162   | 9,53  | 11,53 | 97  |
| 9                                             | Joachim Eiter     | 2:14 | 1728  | 175   | 9,87  | 13,63 | 62  |
| Turnierdurchschnitt: 14,08 (ohne Stichpartie) |                   |      |       |       |       |       |     |
| Stichpartie                                   |                   |      |       |       |       |       |     |
| -                                             | Raymond Ceulemans | 2:0  | 300   | 7     | 42,85 | 42,85 | 183 |
| -                                             | Henk Scholte      | 0:2  | 88    | 7     | 12,57 | –     | 52  |
| nach Stichpartie                              |                   |      |       |       |       |       |     |
| 1                                             | Raymond Ceulemans | 16:2 | 2628  | 107   | 24,56 | 42,85 | 183 |
| 2                                             | Henk Scholte      | 14:4 | 2464  | 135   | 18,25 | 27,27 | 136 |
| Turnierdurchschnitt: 14,23 (mit Stichpartie)  |                   |      |       |       |       |       |     |